# ديفيد فرين
ديفيد فرين (بالإنجليزية: David Frain)‏ هو لاعب كرة قدم بريطاني في مركز الوسط، ولد في 11 أكتوبر 1962 في شفيلد في المملكة المتحدة. لعب مع ستوكبورت كونتي وشيفيلد يونايتد ونادي روتشديل ونادي ستاليبريدج سيلتيك ونادي مانسفيلد تاون.